# ジュエルペット
ジュエルペット（ラテン文字表記：Jewelpet）は、日本のサンリオとセガトイズが共同開発したキャラクター、メディアミックス作品。

## 概要
2008年1月15日に、サンリオ・セガサミーグループのコラボレーション企画の第一弾として発表された。第3代ハローキティデザイナーの山口裕子がプロデューサーを務める。
グッズや玩具展開を中心に、アニメや漫画、ゲームなど様々なメディアミックスを行っている。
現時点では42種類のジュエルペットが存在し、主役格キャラクターはアニメ版同様ルビーとなっている。また、姉妹キャラクターとしてスウィーツペットも13種類存在する。

## 来歴
2008年1月15日に、サンリオ・セガサミーグループのコラボレーション企画の第一弾として発表された。当初のジュエルペットは全33種類。同年夏、最初の商品が発売された。
2008年10月8日、仮想空間付玩具連動のオンラインゲーム「うぇぶぐるみ 〜ネットで出会える魔法ペット〜」が開始された（2010年4月12日に『ジュエルランド オンライン』へとリニューアルされ、2012年3月31日に閉鎖された）。
2009年4月5日、テレビアニメ・シリーズの最初の作品『ジュエルペット』の放送が開始された
2009年8月3日、新キャラクターとして、34番目のジュエルペット「ラブラ」が発表された。
2010年2月、キャラクター商品が自社企画とライセンス商品を合わせ600品目、ライセンシーは25社程度となり、目標以上の年間売上実績をあげた。
また、年度終盤にかけては『ジュエルペット』人気からサンリオピューロランドの入場者数が急回復し、第4四半期は前年度比17%増の入場者数となった。
2010年6月、キャラクターのかわいらしさから6-8歳の女児を中心に次第にブレイクし、バンダイこどもアンケート『0〜12歳のお子様が好きなキャラクター』の女子総合で上位入りを果たした。
2010年7月、サンリオピューロランドにてジュエルペットが主役となるショー&アトラクション『ジュエルペットのどきどき!マジカル☆マーチ』、『ジュエルペットとシナモンのみらいレボリューション!』が始まり、テーマパーク全体の入場者数回復に至るほどの集客効果をもたらした。
2010年12月、新キャラクターとして、35-37番目のジュエルペット「エンジェラ」「チャロット」「ジャスパー」が発表された。
2011年12月、姉妹キャラクターとしてスウィーツペット12匹が追加された。
2012年3月、新キャラクターとして、38-39番目のジュエルペット「グラナイト」「コール」が発表された。
2012年6月、サンリオピューロランドにてテレビアニメの世界観が準拠となるショー&アトラクション『ジュエルペット きら☆デコッ!ミュージカル』が始まる。
2012年8月11日、初の映画『ジュエルペット スウィーツダンスプリンセス』が公開。13匹目のスウィーツペット「グミミン」も初登場した。
2012年10月、セガトイズより販売された玩具『ジュエルポッドダイアモンド ピンク』が、9月の月間おもちゃ売上ランキングが女の子向け部門でプリキュアを抑えて1位となった。
2013年3月、新キャラクターとして、40番目のジュエルペット「ローサ」が発表された。
2014年3月、新キャラクターとして、41番目のジュエルペット「ルーア」が発表された。
2016年2月19日、ショートWebアニメ『ジュエルペット あたっくちゃんす!?』が配信開始。同年4月13日、『あたっくちゃんす!?あたっく2』公開。

## 設定
ジュエルペットは、ジュエルランドに暮らす、魔法使いに育てられている動物（ペット）たちである。目に宝石が埋め込まれいて、その宝石に則した効果の魔法を使うことができるが、未熟なため、魔法学校で魔法の勉強をしている。なお、セガトイズやサンリオの公式サイトに書かれている設定とアニメ版の設定は大きく異なる。

## キャラクター

### ジュエルペット
| 名前                  | 正式名             | 動物の種類                         | 誕生日   | 性別 | アニメ声優                       | 属性（瞳の色）          | アニメで初登場  |
| --------------------- | ------------------ | ---------------------------------- | -------- | ---- | -------------------------------- | ----------------------- | --------------- |
| ルビー                | ルビー             | ウサギ（ニホンウサギ）             | 7月29日  | ♀    | 齋藤彩夏                         | ■赤（マジカルレッド）   | 第1期第1話      |
| サフィー              | サファイア         | イヌ（キャバリア）                 | 9月1日   | ♀    | ささきのぞみ                     | ■青（マジカルブルー）   | 第1期第3話      |
| ガーネット （ネット） | ガーネット         | ネコ（ペルシャ）                   | 1月8日   | ♀    | 平野綾                           | ■赤（マジカルレッド）   | 第1期第2話      |
| キング                | オニキス           | イヌ（フレンチ・ブルドッグ）       | 8月10日  | ♂    | 木内秀信                         | ■黒（マジカルブラック） | 第1期第7話      |
| ダイアナ              | ダイヤモンド       | ネコ（マンチカン）                 | 4月20日  | ♀    | 宍戸留美                         | ■黒（マジカルブラック） | 第1期第4話      |
| プレーズ              | クリソプレーズ     | イヌ（トイプードル）               | 2月14日  | ♀    | 岩村愛子                         | ■緑（マジカルグリーン） | 第1期第6話      |
| リン                  | シトリン           | インコ                             | 11月23日 | ♀    | 早川真由 → 原嶋あかり            | ■赤（マジカルレッド）   | 第1期第4話      |
| カイト                | マラカイト         | イヌ（ジャック・ラッセル・テリア） | 12月4日  | ♂    | 沢城みゆき                       | ■緑（マジカルグリーン） | 第1期第5話      |
| カイヤ                | カイヤナイト       | ネコ(シャム)                       | 5月15日  | ♀    | 酒井香奈子                       | ■青（マジカルブルー）   | 第1期第24話     |
| ミルキィ （ミルク）   | ミルキークォーツ   | イヌ（チワワ）                     | 4月8日   | ♀    | 内海慶子                         | ■緑（マジカルグリーン） | 第1期第13話     |
| ラルド                | エメラルド         | パンダ                             | 5月17日  | ♂    | 土屋真由美                       | ■緑（マジカルグリーン） | 第1期第8話      |
| ルナ                  | ムーンストーン     | ウサギ（ネザーランド・ドワーフ）   | 6月8日   | ♀    | 宍戸留美 → misono                | ■青（マジカルブルー）   | 第1期第15話     |
| フローラ              | フローライト       | ヒツジ                             | 1月17日  | ♀    | 金田アキ                         | ■緑（マジカルグリーン） | 第1期第11話     |
| チターナ              | チタナイト         | シマリス                           | 9月23日  | ♂    | 江里夏                           | ■赤（マジカルレッド）   | 第1期第29話     |
| トール                | トルマリン         | ネコ（アメリカンショートヘア）     | 10月13日 | ♂    | 竹内順子                         | ■緑（マジカルグリーン） | 第1期第10話     |
| コハク （ハク）       | 琥珀               | イヌ（柴犬）                       | 6月5日   | ♂    | 皆川純子                         | ■赤（マジカルレッド）   | 第1期第14話     |
| ディアン              | オブシディアン     | ネコ（メインクーン）               | 1月20日  | ♂    | 福山潤                           | ■黒（マジカルブラック） | 第1期第33話     |
| ブラウニー            | ブラウンクォーツ   | ハリネズミ                         | 10月23日 | ♂    | 波田野由衣                       | ■赤（マジカルレッド）   | 第1期第44話     |
| リル （レディ）       | レッドベリル       | ミニブタ                           | 4月24日  | ♀    | 藤田知美                         | ■赤（マジカルレッド）   | 第1期第9話      |
| クリス                | クリソコーラ       | イヌ（ミニチュアダックスフンド）   | 7月5日   | ♂    | 金田アキ                         | ■緑（マジカルグリーン） | 第1期第37話     |
| ペリドット （リット） | ペリドット         | イヌ（パピヨン）                   | 8月3日   | ♀    | 甲斐田ゆき                       | ■緑（マジカルグリーン） | 第1期第12話     |
| ユーク                | ユークレース       | イヌ（ビーグル）                   | 11月3日  | ♂    | 吉田仁美                         | ■青（マジカルブルー）   | 第1期第17話     |
| アメリ                | アメジスト         | ジャンガリアンハムスター           | 2月9日   | ♀    | 悠木碧                           | ■青（マジカルブルー）   | 第1期第34話     |
| イオ                  | アイオライト       | ウサギ（ロップイヤー）             | 12月29日 | ♂    | ささきのぞみ                     | ■青（マジカルブルー）   | 第1期第38話     |
| サンゴ                | 珊瑚               | ネコ（茶トラ）                     | 7月10日  | ♀    | 酒井玲 → 清水愛                  | ■赤（マジカルレッド）   | 第1期第31話     |
| タータ                | ターコイズ         | リスザル                           | 12月19日 | ♂    | 竹内順子                         | ■緑（マジカルグリーン） | 第1期第32話     |
| ネフライト            | ネフライト（同じ） | イヌ（ウェルシュ・コーギー）       | 2月1日   | ♂    | 尾崎恵                           | ■緑（マジカルグリーン） | 第1期第16話     |
| ラピス                | ラピスラズリ       | ネコ（ロシアンブルー）             | 9月15日  | ♀    | 竹内順子                         | ■青（マジカルブルー）   | 第1期第35話     |
| ニック                | サードニクス       | フェレット                         | 8月22日  | ♂    | 井口祐一                         | ■赤（マジカルレッド）   | 第1期第33話     |
| トパーズ              | トパーズ（同じ）   | イヌ（ヨークシャー・テリア）       | 11月12日 | ♀    | 金田アキ                         | ■青（マジカルブルー）   | 第1期第42話     |
| アレク                | アレキサンドライト | ネコ（スコティッシュフォールド）   | 3月3日   | ♂    | 五十嵐裕美 設楽麻美（第2期のみ） | ■赤（マジカルレッド）   | 第1期第44話     |
| アクア                | アクアマリン       | クマノミ                           | 3月26日  | ♂    | 桜塚やっくん → 岡野浩介          | ■青（マジカルブルー）   | 第1期第21話     |
| オパール              | オパール（同じ）   | ユニコーン                         | 10月3日  | ♀    | 沢城みゆき                       | ■青（マジカルブルー）   | 第1期第26話     |
| ラブラ                | ラブラドライト     | クマ （ポーラーベア）              | 12月27日 | ♀    | 沢城みゆき                       | ■黒（マジカルブラック） | 第1期第39話     |
| エンジェラ            | エンジェライト     | アルパカ                           | 3月30日  | ♀    | 豊崎愛生                         | ■緑（マジカルグリーン） | 第2期第36話     |
| ジャスパー            | ジャスパー（同じ） | チーター                           | 2月14日  | ♂    | KENN                             | ■赤（マジカルレッド）   | 第2期第50話     |
| チャロット            | チャロアイト       | ミツバチ                           | 4月3日   | ♀    | MAKO                             | ■青（マジカルブルー）   | 第2期第46話     |
| グラナイト            | 御影石             | ホワイトライオン                   | 12月1日  | ♂    | 田丸篤志                         | ■黒（マジカルブラック） | 第3期第52話のED |
| コール                | コール             | カピバラ                           | 9月6日   | ♂    | 上田燿司                         | ■黒（マジカルブラック） | 第4期第2話      |
| ローサ                | インカローズ       | クマ （エゾヒグマ）                | 6月18日  | ♀    | 茅野愛衣                         | ■赤（マジカルレッド）   | 第4期第52話のED |
| ルーア                | ブルーアパタイト   | ウサギ（ダッチウサギ）             | 8月28日  | ♀    | 井口裕香                         | ■黒（マジカルブラック） | 第6期第1話      |
| ラリマー              | ラリマー           | ホッキョクギツネ                   | 12月3日  | ♀    | 高垣彩陽                         | ■青（マジカルブルー）   | 第6期第47話     |

#### ジュエルペットの誕生石について
ジュエルペットは2023年6月現在、42匹が公式に発表されており、誕生石はそれぞれの月に1匹は必ず設定されている。実際の誕生石では月によって誕生石が複数存在することもあるが、この作品では公式ページ以外の宝石は誕生石にしていない。各月の誕生石とされているジュエルペットは以下の通りである。
- 1月：ガーネット（ガーネット）
- 2月：アメリ（アメジスト）
- 3月：アクア（アクアマリン）
- 4月：ダイアナ（ダイヤモンド）
- 5月：ラルド（エメラルド）
- 6月：ルナ（ムーンストーン）
- 7月：ルビー（ルビー）
- 8月：ペリドット（ペリドット）、ニック（サードニクス）
- 9月：サフィー（サファイア）
- 10月：トール（トルマリン）、オパール（オパール）
- 11月：トパーズ（トパーズ）、リン（シトリン）
- 12月：タータ（ターコイズ）

#### ジュエルペットの属性について
ジュエルペットの属性は4つの属性に分けられており、それぞれ性質の異なる魔法が使える。各属性の魔法の性質については以下の通りである。
赤属性：マジカルレッド■
かわいく火を操る魔法が使える。
緑属性：マジカルグリーン■
植物を操ったり変身する魔法が使える。
青属性：マジカルブルー■
物を自由に操る魔法が使える。
黒属性：マジカルブラック■
占いや神秘的な魔法が使える。

### スウィーツペット
2011年に追加された姉妹キャラクターで、こちらはお菓子をモチーフとしている。グッズは展開されているが、サンリオとセガトイズの公式サイトでは紹介されていない。
テレビアニメでは初登場となった第3期から第5期に登場し、劇場版にも登場した。
| 名前       | スウィーツ                 | 動物の種類                 | 誕生日   | 性別 | アニメ声優 | アニメで初登場 |
| ---------- | -------------------------- | -------------------------- | -------- | ---- | ---------- | -------------- |
| さくらん   | 桜餅                       | クマ（ヒグマ）             | 3月9日   | ♀    | 日高里菜   | 第3期第38話    |
| メロリーナ | メロンパン                 | イヌ（プードル）           | 4月12日  | ♀    | 大亀あすか | 第3期第38話    |
| エクレン   | エクレア                   | ウサギ（レッキス）         | 1月24日  | ♀    | 斎藤千和   | 第3期第38話    |
| マカロニア | マカロン                   | ウサギ（ホーランドロップ） | 3月15日  | ♀    | 松来未祐   | 第3期第38話    |
| ドナドナ   | ドーナツ                   | ゴールデンハムスター       | 1月15日  | ♂    | 藤田咲     | 第3期第38話    |
| ハニー     | ワッフル                   | モモンガ                   | 11月28日 | ♀    | 松藤愛奈   | 第3期第38話    |
| ショコラ   | チョコレートアイスクリーム | クマ（ツキノワグマ）       | 6月3日   | ♀    | 三宅麻理恵 | 第3期第38話    |
| プリンキー | プリン                     | コモンリスザル             | 8月31日  | ♀    | 向井萌恵   | 第3期第38話    |
| マコ       | マカロン                   | ロボロフスキーハムスター   | 11月11日 | ♀    | MAKO       | 第3期第38話    |
| カコ       | マカロン                   | ロボロフスキーハムスター   | 11月11日 | ♂    | 三宅麻理恵 | 第3期第38話    |
| ロコ       | マカロン                   | ロボロフスキーハムスター   | 11月11日 | ♀    | 大亀あすか | 第3期第38話    |
| コロン     | マカロン                   | ロボロフスキーハムスター   | 11月11日 | ♂    | 藤田咲     | 第3期第38話    |
| グミミン   | グミ                       | フェネック                 | 5月30日  | ♂    | 小林由美子 | 劇場版         |

## 雑誌連載
サンリオが自社で発行している雑誌と、小学館の『小学一年生』、『小学二年生』、『学習幼稚園』、『幼稚園』、『ぷっちぐみ』、『ちゃお』で連載されている。
漫画版は『小学一年生』、『小学二年生』、『ぷっちぐみ』に連載されている。『ちゃお』では、2010年9月号まで連載されていた。『ちゃお』では竜山さゆり、他の3誌では森江真子が執筆している。
基本的にアニメ版に準拠しているが、『ちゃお』ではジュエルランドが主な舞台であり、人間界のキャラクターが登場しない。
なお、『ちゃお』では漫画版終了後は情報ページを連載している。

## 映像作品

### テレビアニメ
テレビ東京などで2009年4月から2015年12月まで放送された。シリーズごとに世界観や人間キャラクターが刷新され、シリーズ通して登場するジュエルペットの設定も変更される。
| 作 数                                       | タイトル                        | 監督         | シリーズ構成       | キャラクターデザイン | キャラクターデザイン | アニメーション制作                     | 放送期間                      | 放送時間                 | 話数                 |            |
| 作 数                                       | タイトル                        | 監督         | シリーズ構成       | 人間など             | ペット               | アニメーション制作                     | 放送期間                      | 放送時間                 | 話数                 |            |
| 読売広告社                                  | 読売広告社                      | 読売広告社   | 読売広告社         | 読売広告社           | 読売広告社           | 読売広告社                             | 読売広告社                    | 読売広告社               | 読売広告社           | 読売広告社 |
| ------------------------------------------- | ------------------------------- | ------------ | ------------------ | -------------------- | -------------------- | -------------------------------------- | ----------------------------- | ------------------------ | -------------------- | ---------- |
| 1                                           | ジュエルペット                  | 佐々木奈々子 | 前川淳             | 宮川知子             | 宮川知子             | スタジオコメット                       | 2009年4月5日 - 2010年3月28日  | テレビ大阪 日曜9時30分枠 | 全52話               |            |
| テレビ東京メディアネット&創通エージェンシー |                                 |              |                    |                      |                      |                                        |                               |                          |                      |            |
| 2                                           | ジュエルペット てぃんくる☆      | 山本天志     | 島田満             | 伊部由起子           | 宮川知子             | スタジオコメット （特別編 - ゼクシズ） | 2010年4月3日 - 2011年4月2日   | テレビ東京 土曜9時30分枠 | 全52話 （通算104回） |            |
| 3                                           | ジュエルペット サンシャイン     | 稲垣隆行     | 柿原優子           | 藤田まり子           | 宮川知子             | スタジオコメット                       | 2011年4月9日 - 2012年3月31日  | テレビ東京 土曜9時30分枠 | 全52話 （通算156回） |            |
| 4                                           | ジュエルペット きら☆デコッ!     | 森脇真琴     | ふでやすかずゆき   | 宮川知子             | 宮川知子             | スタジオコメット                       | 2012年4月7日 - 2013年3月30日  | テレビ東京 土曜9時30分枠 | 全52話 （通算208回） |            |
| 5                                           | ジュエルペット ハッピネス       | 桜井弘明     | ジュエル学園文芸部 | 小田嶋瞳             | 宮川知子             | スタジオコメット                       | 2013年4月6日 - 2014年3月29日  | テレビ東京 土曜9時30分枠 | 全52話 （通算260回） |            |
| 6                                           | レディ ジュエルペット           | 川崎逸朗     | 高橋ナツコ         | 八尋裕子 中西彩      | 宮川知子             | ぎゃろっぷ ゼクシズ スタジオコメット   | 2014年4月5日 - 2015年3月28日  | テレビ東京 土曜9時30分枠 | 全52話 （通算312回） |            |
| 7                                           | ジュエルペット マジカルチェンジ | 近藤信宏     | 横谷昌宏           | 原田大基             | 宮川知子             | スタジオディーン                       | 2015年4月4日 - 2015年12月26日 | テレビ東京 土曜9時30分枠 | 全39話 （通算351回） |            |

また、後継作品『リルリルフェアリル〜妖精のドア〜』第47話（2016年12月24日放送）にルビーとラブラがゲスト出演した。さらに、続編の『リルリルフェアリル〜魔法の鏡〜』第19話（2017年8月11日放送）ではこの2体に加え、ガーネット、サフィー、エンジェラも登場した。アニメ以外では2010年10月5日から2011年3月29日放送分（テレビ東京の場合）まで『キティズパラダイスpeace』にてエンディング曲「マジカル☆ツイスト」の映像内でルビー、ガーネット、サフィーが登場していた。

#### 日本国外での放送
| 作数                                     | 香港 | 台湾 | 韓国 | タイ王国 | インドネシア | ベトナム | フランス | スペイン | ポルトガル | イタリア | チェコ | ロシア | フィリピン | ギリシャ | セルビア | シリア |
| ---------------------------------------- | ---- | ---- | ---- | -------- | ------------ | -------- | -------- | -------- | ---------- | -------- | ------ | ------ | ---------- | -------- | -------- | ------ |
| 第1期（無印）（2009年 - 2010年）         | ○    | ○    | ○    | ○        | ○            | ○        | ○        | ○        | ○          | ○        | ○      | ○      | ○          | ○        | ×        | ○      |
| 第2期（てぃんくる☆）（2010年 - 2011年）  | ○    | ○    | ○    | ○        | ○            | ×        | ○        | ○        | ○          | ×        | ×      | ○      | ×          | ×        | ○        | ○      |
| 第3期（サンシャイン）（2011年 - 2012年） | ○    | ×    | ○    | ○        | ×            | ×        | ×        | ×        | ○          | ×        | ×      | ×      | ×          | ×        | ×        | ×      |
| 第4期（きら☆デコッ!）（2012年 - 2013年） | ○    | ×    | ○    | ○        | ×            | ×        | ×        | ×        | ○          | ×        | ×      | ×      | ×          | ×        | ×        | ×      |
| 第5期（ハッピネス）（2013年 - 2014年）   | ○    | ×    | ×    | ○        | ×            | ×        | ×        | ×        | ○          | ×        | ×      | ×      | ×          | ×        | ×        | ×      |
| 第6期（レディ）（2014年 - 2015年）       | ○    | ×    | ○    | ○        | ×            | ×        | ×        | ×        | ○          | ×        | ×      | ×      | ×          | ×        | ×        | ×      |
| 第7期（マジカルチェンジ）（2015年）      | ○    | ×    | ×    | ○        | ×            | ×        | ×        | ×        | ×          | ×        | ×      | ×      | ×          | ×        | ×        | ×      |

### 劇場アニメ
これまでに2作が日本で公開されている。
映画ジュエルペット スウィーツダンスプリンセス
2012年8月11日より公開された。監督は桜井弘明、脚本は山田隆司、キャラクターデザインは宮川知子と小田嶋瞳、アニメーション制作はスタジオコメット。同時上映は『おねがいマイメロディ 友&愛』。
ジュエルペット あたっくとらべる!
監督はねぎし ひろし、脚本は加藤還一、キャラクターデザインは原由美子。アニメーション制作は葦プロダクション（製作は後述するWebアニメ版を手掛けた「セイバープロジェクト」）。同時上映は『ククリレイジュ -三星堆伝奇-』。2020年2月7日公開予定としていたが、諸般の事情により延期された。
その後、劇場未公開のまま2022年7月27日発売の『ジュエルペット サンシャイン』のBD-BOXに収録されることが決まり、同年5月14日のニコニコ生放送でのWeb上映会で初公開されることになった。

### 音楽CD
「ジュエルペット」きらぴか☆ソング
- 発売日：2010年12月1日
- テレビアニメ第1作・第2作の主題歌（オープニング・エンディング）およびサンリオピューロランドで開催されたミュージカルの楽曲を収録。発売元：日本コロムビア

「ジュエルペット」テーマソングコレクション2009-2015
- 発売日：2016年7月22日
- 2009年から2015年に放送されたテレビアニメ全7シリーズの主題歌（オープニング・エンディング）の15曲を収録したジュエルペット主題歌コレクションCD。フロンティアワークス通信販売限定での販売で、通常版と描きおろしジャケットイラストをあしらった特製B1サイズタペストリー付きの限定版の2種類

### Webアニメ
テレビシリーズ完結後、2016年より短編のWebアニメ『ジュエルペット あたっくちゃんす!?』がYouTubeのセガトイズガールズチャンネルで配信されていた。アニメーション制作はAICプロジェクト（現・セイバープロジェクト）。2016年2月4日に予告編、2月19日に本編第1話配信開始。話数カウントは「あたっく○」（「○」に数字が入る）。
ルビーとラブラが「テレビアニメ復活」を目標に、お金持ちのお嬢様でジュエルペットが大好きなるり（声 - 佐倉薫）と協力しながら様々なPR活動を行うという内容である。アニメシリーズとしては初めて小学館の『ぷっちぐみ』で森江真子により連載された。アニメでは「原案マンガ」として、作者名を含めてクレジットされている。
セガトイズガールズチャンネルが閉鎖されたためYouTubeでの正式配信は一旦終了していたが、現在はセガトイズ公式チャンネルで配信再開している。なお、セガトイズ「ジュエルペット」サイトでは「ジュエルポッド」用のムービーファイルとして、第1・2話を無料公開している。

#### スタッフ
- 原作 - サンリオ、セガトイズ
- 原案マンガ - 森江真子
- 監督・撮影・編集 - さとうふみかず（ティーゼロファクトリー）
- スーパーバイザー - 根岸弘
- 色彩設計・色指定検査 - 山本未有
- 背景 - 渡周子
- 音響監督 - 菊池晃一
- 音楽（第2話 - ） - ノワ、神津裕之
- プロデューサー - 宮崎奈緒子、石井麻衣子、可知秀幸
- アニメーション制作 - AICプロジェクト[注 4]
- アニメーション制作協力 - ゼロジー
- 製作 - セガトイズ

#### 各話リスト
| 話数  | サブタイトル | 作画検査 | 仕上       | 配信日         |
| ----- | ------------ | -------- | ---------- | -------------- |
| 第1話 | あたっく1!   | 水野貴子 | 長井加菜美 | 2016年 2月19日 |
| 第2話 | あたっく2!   | -        | 水野貴子   | 4月13日        |
| 第3話 | あたっく3!   | -        | 水野貴子   | 5月31日        |

## イベント
サンリオピューロランドにおいても他のサンリオキャラクターと共にジュエルペットの着ぐるみが登場している。
2019年現在はグリーディングのみ行われているが、テレビアニメの放送期間とほぼ同時期に『ジュエルペットのどきどき!マジカル☆マーチ』、『ジュエルペットとシナモンのみらいレボリューション!』およびテレビアニメの世界観を準拠とした『ジュエルペット きら☆デコッ!ミュージカル』『レディジュエルペット 魔法のミュージカル 〜誕生!リトルレディジュエル〜』が上演されていた。
2017年7月以降はルビーのみグリーティングが行われているが、それ以前はサフィー、ガーネット、ラブラ、エンジェラ、ジャスパー、チャロット、ローサ、ルーア、ルナの9体もグリーティングやイベントに登場していた。これらの着ぐるみは、皆帽子とマントを身につけた魔法使いの正装をしている。
このうちショーへの出演経験があるのはルビー、ガーネット、サフィー、ラブラ、エンジェラ、ルーアの6体で、いずれも声優はアニメ版と同一である。

## ゲーム

### オンラインゲーム
『うぇぶぐるみ 〜ジュエルペットたちとネットでくらそう!〜』とは、2008年10月8日より仮想空間付玩具連動で開始されたオンラインゲーム。2010年4月12日より『ジュエルランド オンライン』へとリニューアルされた。2012年3月31日に閉鎖。

### 家庭用ゲーム
エム・ティー・オーより発売。
- ジュエルペット かわいい魔法のファンタジー

2009年4月30日発売のニンテンドーDSソフト。自称DS初のお祈り要素を取り入れたリズムゲーム。
- ジュエルペット 魔法のDS キラピカリーン☆

2009年12月17日発売のニンテンドーDSソフト。リズムゲーム第2弾。登場キャラクターはテレビアニメ第1作に準拠。ファミ通殿堂入りソフトに選ばれている。
- ジュエルペット 魔法のお部屋でいっしょにあそぼう!

2010年8月5日発売のニンテンドーDSソフト。ハートタウンでジュエルペットと仲良くなり親友になるふれあいコミュニケーションゲーム。
フリューより発売。
- ジュエルペット 魔法のリズムでイェイッ!

2011年11月10日発売のニンテンドー3DSソフト。リズムゲーム第3弾。登場キャラクターは『ジュエルペット サンシャイン』に準拠。
- ジュエルペット 魔法でおしゃれにダンス☆デコ〜!

2012年11月8日発売のニンテンドー3DSソフト。リズムゲーム第4弾。
- ジュエルペット カフェで魔法のクッキング!

2013年11月14日発売のニンテンドー3DSソフト。シミュレーションゲーム。

### アーケードゲーム
- ジュエルペット 〜キラキラ魔法の宝石箱〜

2009年10月より発売のセガ（後のセガ・インタラクティブ）、セガトイズ、サンリオが共同開発した落ちモノゲームを組み合わせたキッズ向けトレーディングカードアーケードゲーム。3枚のキャラクターカードをスキャンして『コラムス』と同内容のゲームをプレイする。他機種と比べるとカードのリリースペースは遅い。2011年11月末にサービス終了した。
リリース
- ジュエルペットカード 第1弾

2009年10月27日より稼動。全33種。
- ジュエルペットカード エアリーマジック☆コレクション

2010年3月19日より稼動。全39種。全てキラキラカード。1枚で3匹登場するスペシャルカード登場。
- ジュエルペットと魔法のエプロン

2010年7月より稼動しているエクサムのトレーディングカードアーケードゲーム『ハローキティとまほうのエプロン』では『キラキラ魔法の宝石箱』が稼動を終了した2010年12月の第6弾よりジュエルペットのキャラクターが登場するようになり、2012年8月の第8弾は『ジュエルペットと魔法のエプロン』として全カードがジュエルペット関係（アニメに登場した人間キャラクターを含む）となっている。2017年8月31日にゲーム稼働終了。

### トレーディングカードゲーム
- 「ジュエルペット」トレーディングカードゲーム

2009年7月発売。サンリオピューロランドなどでプロモーションイベントも開催されたが、シリーズ化されなかった。

## ノベライズ
ジュエルペット ジュエルフェスティバルはおおさわぎ!?（角川書店、角川つばさ文庫）
金杉弘子（文）、POP（イラスト）
発売日 2012年5月11日
ISBN 978-4-04-631237-2
設定や世界観は原作やテレビシリーズとは関係ない独自のものであり、本作限定の「ジュエルペット」としてウサギの女の子・ロリップが登場する。
ジュエルランドで1年に一度開かれるジュエルフェスティバルを舞台に、なぜかジュエルペットの魔法が使えないロリップが魔法を使えるようになるべく奮闘する物語。

## 著名なファン
- 芦田愛菜（女優、タレント）
  - ジュエルペット きら☆デコッ!のテーマソングと劇場版『映画ジュエルペット スウィーツダンスプリンセス』の主題歌を担当している。公式ではテーマソング歌唱のオファーが来た時は大喜びしたと言われている。

## サンリオキャラクター大賞の順位
『いちご新聞』の読者投票企画「サンリオキャラクター大賞」で、第27回（2012年）において6位を受賞し歴代最高である。
2013年サンリオキャラクター大賞7位。2013年サンリオキャラクター大賞の特別企画である「これやります宣言」で、「5位以内にランクインしたらわたしたち新しいアイドルユニットをつくっちゃう」と宣言していたが、ランクインを逃した。
- 2025年サンリオキャラクター大賞39位
- 2024年サンリオキャラクター大賞36位
- 2023年サンリオキャラクター大賞32位。
- 2022年サンリオキャラクター大賞30位[13]（いちご新聞ランキング42位[14]）。
- 2021年サンリオキャラクター大賞33位[15]（いちご新聞ランキング47位[16]）。
- 2020年サンリオキャラクター大賞30位（いちご新聞ランキング38位[17]）。
- 2019年サンリオキャラクター大賞28位（いちご新聞ランキング38位[18]）。
- 2018年サンリオキャラクター大賞25位（いちご新聞ランキング47位[19]）。
- 2017年サンリオキャラクター大賞22位（いちご新聞ランキング41位[20]）。
- 2016年サンリオキャラクター大賞18位（いちご新聞ランキング49位[21]） ／ なでる投票24位[22]。
- 2015年サンリオキャラクター大賞24位[23]（いちご新聞ランキング34位タイ[24]）。
- 2014年サンリオキャラクター大賞20位圏外[25]（Eグループ5位[26][注 6]、いちご新聞ランキング31位[28]）。
- 2013年サンリオキャラクター大賞7位。
- 2012年サンリオキャラクター大賞6位[29]。
- 2011年サンリオキャラクター大賞14位[30]。
- 2010年サンリオキャラクター大賞7位[31]。
- 2009年サンリオキャラクター大賞10位圏外[1]。